# Jean de la Vaissière
Pas d'image ? Cliquez ici

a Compétitions nationales et continentales officielles uniquement.

Jean de la Vaissière, né le 25 mai 1956 à Toulouse, est un joueur de rugby à XV, évoluant principalement au poste de troisième ligne avec le FC Grenoble. Il est ensuite entraineur du FCS Rumilly et du FC Grenoble.

## Biographie

### Carrière de joueur
Troisième ligne du FC Grenoble.

### Carrière d’entraineur
- 1986-1988 : Entraineur adjoint du FC Grenoble
- 1991-1996 : FCS Rumilly
- 1996-1997 : FC Grenoble
- 1999-2000 : FCS Rumilly

## Palmarès

### En tant qu'entraîneur
- Vainqueur du Challenge Yves du Manoir, en 1987 avec le FC Grenoble
- Finaliste du championnat de France de première division groupe B, en 1991, avec le FCS Rumilly
- Vainqueur de la Coupe André Moga en 1993 avec le FCS Rumilly